# Open Sud de France 2022
L'Open Sud de France 2022 è stato un torneo di tennis giocato su campi in cemento indoor. È stata la 35ª edizione dell'evento conosciuto prima come Grand Prix de Tennis de Lyon e successivamente come Open Sud de France, ed appartiene alla serie ATP Tour 250 nell'ambito dell'ATP Tour 2022. Gli incontri si disputeranno nella Park&Suites Arena, a Montpellier, in Francia, dal 31 gennaio al 6 febbraio 2022.

## Partecipanti

### Teste di serie
| Nazionalità | Giocatore             | Ranking* | Testa di serie |
| ----------- | --------------------- | -------- | -------------- |
| Germania    | Alexander Zverev      | 3        | 1              |
| Spagna      | Roberto Bautista Agut | 18       | 2              |
| Francia     | Gaël Monfils          | 20       | 3              |
| Georgia     | Nikoloz Basilašvili   | 23       | 4              |
| Serbia      | Filip Krajinović      | 36       | 5              |
| Kazakistan  | Aleksandr Bublik      | 37       | 6              |
| Francia     | Ugo Humbert           | 40       | 7              |
| Belgio      | David Goffin          | 45       | 8              |

* Ranking al 17 gennaio 2022.

### Altri partecipanti
I seguenti giocatori hanno ricevuto una wildcard per il tabellone principale:
- David Goffin
- Lucas Pouille
- Alexander Zverev

Il seguente giocatore è entrato con il ranking protetto:
- Jo-Wilfried Tsonga

I seguenti giocatori sono passati dalle qualificazioni:

- Kacper Żuk
- Damir Džumhur
- Pierre-Hugues Herbert
- Gilles Simon

### Ritiri
Prima del torneo
- Félix Auger-Aliassime → sostituito da  Corentin Moutet
- Borna Ćorić → sostituito da  Adrian Mannarino
- Arthur Rinderknech → sostituito da  Peter Gojowczyk
- Botic van de Zandschulp → sostituito da  Mikael Ymer

## Partecipanti al doppio

### Teste di serie
| Nazione     | Giocatore             | Nazione  | Giovatore              | Ranking* | Testa di serie |
| ----------- | --------------------- | -------- | ---------------------- | -------- | -------------- |
| Francia     | Pierre-Hugues Herbert | Francia  | Nicolas Mahut          | 13       | 1              |
| Paesi Bassi | Matwé Middelkoop      | Austria  | Philipp Oswald         | 81       | 2              |
| Israele     | Jonathan Erlich       | Francia  | Édouard Roger-Vasselin | 108      | 3              |
| Kazakistan  | Oleksandr Nedovjesov  | Pakistan | Aisam-ul-Haq Qureshi   | 112      | 4              |

* Ranking aggiornato al 17 gennaio 2022.

### Altri partecipanti
Le seguenti coppie hanno ricevuto una wildcard per il tabellone principale:
- Robin Bertrand /  Antoine Hoang
- Sascha Gueymard Wayenburg /  Luca Van Assche

La seguente coppia è entrata con il ranking protetto:
- Fabrice Martin /  Jo-Wilfried Tsonga

## Campioni

### Singolare
Aleksandr Bublik ha sconfitto in finale  Alexander Zverev con il punteggio di 6-4, 6-3.
- È il primo titolo in carriera per Bublik.

### Doppio
Pierre-Hugues Herbert e  Nicolas Mahut hanno sconfitto in finale  Lloyd Glasspool e  Harri Heliövaara con il punteggio di 4-6, 7-6(3), [12-10].